# Éternité
Éternité è un film del 2016 scritto e diretto da Trần Anh Hùng, adattamento cinematografico del romanzo di Alice Ferney L'Élégance des veuves (1995). Ha per protagonisti Audrey Tautou, Bérénice Bejo e Mélanie Laurent nel ruolo dei diversi membri di una famiglia nell'arco di un secolo e due generazioni.

## Riconoscimenti
- 2017 - Premio Magritte
  - Candidatura per il miglior film straniero in coproduzione
  - Candidatura per la migliore scenografia a Véronique Sacrez